# 大川神社
大川神社（おおかわじんじゃ）は、京都府舞鶴市大川にある神社である。社格は式内社（名神大）、府社。

## 祭神
- 主神 保食神
- 相殿 句句廼馳神（木神）、軻遇突智神（火神）、埴山姫神（土神）、金山彦神（金神）、罔象水神（水神）

## 歴史
社伝によれば、「顕宗天皇乙丑年（485年）に宮柱を立て鎮祭、神位は貞観元年（859年）に従五位、同13年（861年）には正五位下に昇進した」とある。延喜式神名帳においては名神大社に列せられ、また六国史所載の神社である。近世に至り、田辺藩主細川氏の保護を受けた。
1872年（明治5年）に郷社、1919年（大正8年）に府社に列せられた。
五穀豊穣、養蚕および病除、安産の守護神として近隣に知られ、北陸や関西地方からの参拝者も多い。

## 摂末社
- 竈神社（澳津彦神、澳津姫神）
- 医祖神社（少彦名神）
- 病除神社（健速須男命）
- 興和神社
- 野々宮神社

## 文化財
市指定文化財
- 本殿（1872年）
- 拝殿（1820年）
- 中門（1790年）